# Black Uhuru
Black Uhuru je hudební skupina z Jamajky, zaměřená na styly reggae a dub. Založili ji v roce 1972 v Kingstonu Garth Dennis, Don Carlos a Derrick Simpson pod názvem Uhuru, což znamená ve svahilštině „svoboda“. Původně byli Black Uhuru vokálním souborem. V roce 1977 vydali debutové album obsahující hit „I Love King Selassie“.
Díky spolupráci s producentem Chrisem Blackwellem získali Black Uhuru v osmdesátých letech komerční úspěch v USA i v Evropě. V roce 1985 skupina převzala za desku Anthem Cenu Grammy v nově vytvořené kategorii „nejlepší album reggae“. Dalších sedm nominací na Grammy Black Uhuru neproměnili. Velkým hitem byla v roce 1986 skladba „Great Train Robbery“, která byla také použita ve videohře Grand Theft Auto: San Andreas.
Skupinou prošly výrazné osobnosti druhé generace roots reggae jako zpěvák a skladatel Michael Rose, zpěvačka Puma Jonesová nebo rytmická dvojice Robbie Shakespeare a Sly Dunbar. Black Uhuru také spolupracovali s Keithem Richardsem. V devadesátých letech se soubor rozpadl na dvě části, které se mezi sebou soudily o právo používat název Black Uhuru, spor vyhrál Derrick Simpson.

## Diskografie
- 1977: Love Crisis
- 1981: Black Sounds of Freedom
- 1979: Showcase
- 1980: Black Uhuru
- 1980: Sinsemilla
- 1981: Red
- 1982: Chill Out
- 1983: Guess Who’s Coming to Dinner
- 1983: Anthem
- 1986: Brutal
- 1987: Positive
- 1990: Now
- 1991: Iron Storm
- 1993: Mystical Truth
- 1994: Strongg
- 1998: Unification
- 2001: Dynasty
- 2018: As The World Turns

## Členové skupiny

### Současní
- Derrick „Duckie“ Simpson
- Andrew Bees

### Bývalí
- Don Carlos
- Garth Dennis
- Sandra „Puma“ Jones
- Errol „Jays“ Wilson
- Jenifah Nyah
- Junior Reid
- Michael Rose
- Frank Stepanek
- Errol „Tarzan“ Nelson
- Sly Dunbar
- Robbie Shakespeare
- Vince Black
- Earl Smith
- Chris Meredith